# Clujana
Clujana este o fabrică de încălțăminte din municipiul Cluj-Napoca.
Fabrica a fost înființată în anul 1911 de familia Renner, sub denumirea de „Fabrica de Piele Frații Renner & Co”.
După primul război mondial a devenit societate pe acțiuni, schimbându-și denumirea în "Dermata" și devenind cea mai mare fabrică de încălțăminte din România.
A fost  nationalizată de guvernul comunist în 1948 și redenumită în "Fabrica de încălțăminte Janos Herbak", apoi "Fabrica de Pielărie și încălțăminte Cluj", iar în final "SC Clujana SA".
În anii 80 fabrica ajunge cea mai mare de acest gen din estul Europei.
Avea 8.000 de angajați, cu secții proprii de tăbăcărie, fabrici de tălpi, de încălțăminte, și articole din cauciuc.
Ca urmare a managementului neadecvat, după revoluție fabrica decade, ajungând să fie declarată falimentară în 1999 și închisă.
La momentul respectiv, compania avea 2.816 de muncitori.
Ulterior în 2004 se redeschide o secție a fabricii cu doar 35 de angajați, secție care se extinde de-a lungul anilor, ajungând în 2009 la peste 300 de angajați. 90% din producția actuală este exportată.
Din anul 2003 noii acționari hotărăsc reluarea activității.
În 2003, Guvernul a decis trecerea pachetului de acțiuni majoritar în proprietatea județului Cluj și administrarea Consiliului Județean.
Datoria de 5 milioane de euro față de stat a fost convertită în acțiuni în 2004, AVAS devenind acționar majoritar, cu 80% din acțiuni.
Administrarea companiei a fost cedată apoi de către AVAS către Consiliul Județean Cluj, care deține 93,16% din acțiuni, 6,83% din acțiuni fiind deținute de alți acționari.
Număr de angajați în 2011: 400
Din decembrie 2022 a intrat în faliment.